# بيتشوود رونكرن (تشيشير)
بيتشوود رونكرن (بالإنجليزية: Beechwood, Runcorn)‏ هي قرية تقع في المملكة المتحدة في شمال غرب إنجلترا.